# راسيل دوماس
راسيل دوماس (بالإنجليزية: Russell Dumas)‏ هو مصمم رقص أسترالي، ولد في 17 أكتوبر 1946 في بريزبان في أستراليا.